# Luciano Angeloni
Luciano Angeloni (Porto Maurizio, 2 dicembre 1917 – Albenga, 9 maggio 1996) è stato un arcivescovo cattolico italiano.

## Biografia

### Formazione e ministero sacerdotale
Dopo aver compiuto gli studi liceali, filosofici e teologici nel seminario diocesano, in Albenga, fu ordinato presbitero dal vescovo di Albenga, mons. Angelo Cambiaso, il 18 agosto 1940.
Inizialmente fu assegnato all'insegnamento delle materie letterarie nei corsi del seminario minore diocesano e poi, dal 1945 al 1950, fu assistente ecclesiastico del ramo maschile dell'Azione Cattolica diocesana e, nella nativa città di Imperia, fu insegnante di religione nel liceo classico statale e canonico della basilica di San Maurizio.
Negli anni 1950-1955 frequentò, in Roma, i corsi dell'Accademia Ecclesiastica, dove si formano i diplomatici della Chiesa e, contemporaneamente, si laureò in Diritto Canonico presso la Pontificia Università Lateranense. Assegnato poi alle sedi diplomatiche di Pretoria, Nairobi, Baghdad, Parigi, approdò infine in Vaticano, presso il Consiglio per gli Affari Pubblici della Chiesa.

### Ministero episcopale
Dal papa Paolo VI nominato nunzio apostolico ed eletto arcivescovo titolare di Vibo Valentia, ricevette dal Card. Paolo Bertoli la consacrazione episcopale, il 7 febbraio 1971, nella basilica di San Maurizio di Imperia.
Fu nunzio apostolico in Zambia e Malawi (1970-1978), in Corea del Sud (1978-1982), in Libano (1982-1989), dove molto si adoperò per pacificare le parti in guerra da anni e, infine, in Portogallo (1989-1993), dove accolse nel 1991 il papa Giovanni Paolo II, pellegrino al Santuario della Madonna di Fátima nel decimo anniversario (13 maggio 1981) dell'attentato alla sua vita, in Piazza San Pietro a Roma, da parte del terrorista Alì Agka.
Per sopraggiunti limiti d'età rassegnò le dimissioni (1993) e fissò la propria residenza a Roma, dove svolse ancora l'incarico, presso la Santa Sede, di consultore della Segreteria di Stato e della Congregazione per l'evangelizzazione dei popoli.
Per le sue benemerenze al servizio dei popoli presso i quali prestò il servizio diplomatico, fu insignito di varie onorificenze, tra le quali, la Legion d'Onore francese e gli ordini al merito della Corea del Sud, del Libano e del Portogallo; fu anche Ufficiale di Gran Croce dell'Ordine Equestre del Santo Sepolcro di Gerusalemme. La città di Imperia, nel XXV anniversario della sua consacrazione episcopale (1996), lo onorò con il 'Premio Flamalgal', che è conferito a quei suoi cittadini che abbiano illustrato la città nel mondo.
Dopo un'improvvisa e rapida malattia, morì nel seminario diocesano, in Albenga, dove stava trascorrendo le festività pasquali, il 9 maggio 1996 all'età di 78 anni; venne sepolto, secondo i suoi desideri, nella cappella del cimitero di Imperia Porto Maurizio, in un'artistica urna marmorea.

## Genealogia episcopale e successione apostolica
La genealogia episcopale è:
- Cardinale Scipione Rebiba
- Cardinale Giulio Antonio Santori
- Cardinale Girolamo Bernerio, O.P.
- Arcivescovo Galeazzo Sanvitale
- Cardinale Ludovico Ludovisi
- Cardinale Luigi Caetani
- Cardinale Ulderico Carpegna
- Cardinale Paluzzo Paluzzi Altieri degli Albertoni
- Papa Benedetto XIII
- Papa Benedetto XIV
- Papa Clemente XIII
- Cardinale Marcantonio Colonna
- Cardinale Giacinto Sigismondo Gerdil, B.
- Cardinale Giulio Maria della Somaglia
- Cardinale Carlo Odescalchi, S.I.
- Cardinale Costantino Patrizi Naro
- Cardinale Lucido Maria Parocchi
- Papa Pio X
- Papa Benedetto XV
- Papa Pio XII
- Cardinale Eugène Tisserant
- Cardinale Paolo Bertoli
- Arcivescovo Luciano Angeloni

La successione apostolica è:
- Arcivescovo Adrian Mung'andu (1975)
- Vescovo Dennis Harold De Jong (1975)
- Vescovo Severinah Abdon Potani, O.F.M.Conv. (1977)
- Arcivescovo Paul Dahdah, O.C.D. (1983)